# Флот, Пьер
Пьер Флот (фр. Pierre Flote, 1250 — 11 июля 1302, Куртре) — канцлер Франции, один из самых известных легистов короля Филиппа IV Красивого.

## Происхождение
По одной из версий, родился в Дофине в середине XIII века и был младшим сыном сеньора Ла-Рош-дез-Арно Арнольда Флота. По другой версии, являлся сыном Раймонда I-го (внуком Арнольда II-го) и его родина Ларош-пре-Фейт.

## Биография
Пьер Флот изучал римское право в знаменитом средневековом университете Монпелье. С 1273 по 1291 являлся доверенным лицом Гумберта I, барона Ла Тур дю Пен, который после своей женитьбы в 1273 году получил титул Дофина Вьеннского.
Пьер Флот был свидетелем передачи в дар 24 февраля 1280 Беатрисе де Ля Тур дю Пен картезианского монастыря Сент-Круа-ан-Жаре.
В 1283 он выступал в качестве гаранта брачного договора дочери Гумберта I. В 1287, вел переговоры о пограничных проблемах между Дофином и королём Амадеем V Савойским.
Одним из его близких родственников был Жиль I Айслин де Монтегю (Gilles I Aycelin de Montaigut), отец которого Пьер II Айслин (Pierre II Aycelin), был женат на сестре Пьера Флота.
Во время франко-английского конфликта 1294 года представлял короля Филиппа Красивого на переговорах в Гаскони.
В 1295 был назначен канцлером Франции, на должность, которая до этого являлась прерогативой духовенства (единственный мирянин за всю историю должности) . Являясь с 1296 года членом Совета короля, разрабатывал стратегию борьбы против папства. Как раз в это время (1296 год) «…Филипп требует от французской церкви удвоить взнос десятины в казну для поддержания защиты королевства. До сих пор Филипп никогда не отказывал церкви в „ответных дарах“, прежде всего в форме расширения её земельных владений, учитывая, что церковная десятина в трудные годы составляла от четверти до трети всех государственных доходов. Однако в этот раз церковь требует от Франции бо́льших привилегий. И неожиданно еще до начала переговоров в это дело вмешивается римский святой отец папа Бонифаций VIII, запрещающий в своей булле (булла „Clericis laicos“) любые контрибуции с церкви и пользу мирских властителей». В ответ на это, по совету Пьера Флота и других легистов, Филипп Красивый запретил вывоз золота и денег из королевства, лишив, таким образом, папу большей части доходов. Не решившись предать Филиппа анафеме, папа смирился. Новая булла «Ecclesia Romana», изданная в 1298, отменила решения «Clericis laicos».
В 1297 за оказанные услуги Пьер Флот получил в дар от Филиппа Красивого замок Шато де Равель.
Конфликт с папой возобновился в 1301 году, в связи с процессом против Бернара де Сессе, епископа Памье. "Бернар Сессе, епископ Памье, верный сторонник папы, неоднократно выступал против деспотизма и своевластия Филиппа, снискав тем самым аплодисменты не только в Риме. О монетах Филиппа он отзывался так: «Эти деньги дешевле грязи. Они нечистые и фальшивые; неправедно и нечестно поступает тот, по чьей воле их чеканят. Во всей римской курии я не знаю никого, кто дал бы за эти деньги хотя бы горсть грязи». В своих высказываниях Бернар де Сессе позволял себе в том числе весьма нелестно отзываться и о самом короле Филиппе, сравнивая, в частности его с совой, «…птицей красивой, но ни на что не годной…». За оскорбление королевской особы его обвинили в государственной измене. Очередная папская булла «Ausculta filii»(«Внемли, сын») подтверждала главенство духовного над мирским и отрицала право короля судить представителей французского духовенства. В булле также говорилось об аннулировании всех привилегий французского двора перед святой церковью, в том числе и права облагать духовенство десятиной в пользу государственной казны без разрешения папы, полученного Филиппом в ходе прошлого конфликта в 1297 году. Вести это дело было также поручено Пьеру Флоту, который в апреле 1302 году организует в соборе Нотр-Дам де Пари собрание баронов, прелатов и горожан, называемое историками первым собранием Генеральных Штатов. В ходе собрания Пьер Флот резюмировал содержание папской буллы одной фразой: «Знай, что ты наш подданный в делах мирских, как и в делах духовных». Собрание одобрило антипапскую позицию короля Филиппа, в чем немалая заслуга самого Пьера Флота, за что ему был пожалован титул хранителя большой королевской печати королевства Французского от Филиппа Красивого, а также проклятие от папы Бонифация, которое тот произнес на созванном по результатам собрания Генеральных штатов церковном соборе.
Три месяца спустя, 11 июля 1302, Пьер Флот был убит в битве при Куртре. Его преемником в качестве хранителя большой королевской печати, а также стратега королевской политики в отношении Святого престола стал Гийом де Ногарэ.